# Apicia impexaria
Apicia impexaria là một loài bướm đêm trong họ Geometridae.